# Giovanna Limido
Giovanna Limido (Milano, 1851 – Parigi, 1890) è stata una danzatrice italiana.

## Biografia

### Formazione ed esordi
Studiò tra il 1864 e il 1871 presso la Scuola di ballo del Teatro alla Scala, riportando difficoltà per le sue doti fisiche. Nel 1869 danzò come "ballerina distinta" al Teatro Vicereale del Cairo. Negli anni successivi debuttò come prima ballerina in importanti capoluoghi italiani, a Barcellona e Nizza.
Dal 1879 si iscrisse nella scuola privata di Caterina Beretta, con l'obiettivo di raggiungere l'eccellenza.

### Carriera successiva
Nel 1881 fu scritturata per Brahma. Nei mesi successivi, Giovanna Limido fu al centro di una querelle (etichettata come "La Zuccheide") sulla stampa di settore con la rivale Virginia Zucchi, che avrebbe anelato al ruolo della Limido e sarebbe arrivata a sabotare una sua performance con un gruppo di propri sostenitori.
Nel 1882 tornò alla Scala in due coreografie di C. Marzagora, Daï-Natha e Lore-Ley; nello stesso anno, ebbe il ruolo di Ercinia in Le due gemelle al Teatro San Carlo di Napoli. Collaborò con Coppi e Cecchetti nella stagione 1883-84 al Teatro Regio di Torino con i balli Excelsior e Metempsicosi e nel 1885 al His Majesty's Theatre di Londra; sostituì Adelina Rossa nel ruolo di Civiltà in Ballo Excelsior in Inghilterra, con riscontro della critica.
La Limido propose nelle principali piazze europee «"balli grandi", divertissements e pot-pourri», in particolare a Budapest e Madrid, e compì un tour in America Latina.
Nel 1887 arrivò a San Pietroburgo con la compagnia di Cecchetti. Ebbe successo di pubblico il ballo mitologico Le pouvoir d'amour e il grand pas dedeux di Cecchetti e Limido; nacque un fruttuoso sodalizio artistico, e la Limido si sperimentò in tecniche inedite per le colleghe russe, quali «doubles ronds de jambe en l'air, pas de ciseau o tre giri sur les pointes».
In agosto la Limido fu la valchiria protagonista in Sieba ovvero La spada di Wotan, balletto di ispirazione wagneriana di Manzotti e Marenco, ripreso da Cecchetti. In ottobre quest'ultimo venne invitato al Teatro Mariinskij ma non venne seguito dalla Limido a causa della rivalità con Virginia Zucchi.
Al Teatro Dal Verme ci fu l'ultima interpretazione italiana con Ballo Excelsior. L'ultimo spettacolo fu nel 1890 al Teatro Éden col Sieba, e a Parigi in quell'anno si ammalò e morì.

## Accoglienza
Per rigore e trasparenza, in Italia era definita a volte «ballerina di rango francese».
Durante la querelle del 1881 con la Zucchi, la Gazzetta di Napoli scrisse che il Brahma sabotato dalla rivale fu salvato dalla Limido, «tanto perfetta da far ricordare la Pochini, la Berretta [sic] e le altre migliori che hanno calcato le scene del San Carlo. Quando la Limido avrà acquistato nella mimica […] sarà delle migliori ballerine». Secondo Skal'kovskij, la rivalità con Virginia Zucchi sarebbe stata immotivata, in quanto ballerine espressioni di modi diversi di danzare.
Nelle repliche londinesi del Ballo Excelsior, il The Times segnalò il passo a due della Limido e di Cecchetti, che suscitò un «furore» di pubblico per entrambi.
Pleščeev la definì «quintessenza del classicismo coreografico» per Le pouvoir d'amour all'Arkadija di San Pietroburgo.